# Англир су Дин
Англир су Дин (фр. Anglure-sous-Dun) насеље је и општина у источном делу централне Француске у региону Бургундија-Франш-Конте, у департману Саона и Лоара која припада префектури Шарол.
По подацима из 2011. године у општини је живело 172 становника, а густина насељености је износила 24,57 становника/km². Општина се простире на површини од 7 km². Налази се на средњој надморској висини од 420 метара (максималној 601 m, а минималној 373 m).

## Демографија
| 1962. | 1968. | 1975. | 1982. | 1990. | 1999. | 2011. |
| ----- | ----- | ----- | ----- | ----- | ----- | ----- |
| 212   | 217   | 188   | 154   | 138   | 148   | 172   |

График промене броја становника у току последњих година